# زکی رستم
زکی رستم (عربی: زكي رستم؛ ۵ مارس ۱۹۰۳ – ۱۶ فوریهٔ ۱۹۷۲) هنرپیشه اهل مصر بود.
از فیلم‌ها یا برنامه‌های تلویزیونی که وی در آن نقش داشته‌است می‌توان به مبارزه در دره، عشق و اشک‌ها اشاره کرد.